# Danubio FC
Danubio Fútbol Club is een voetbalclub uit Montevideo (Uruguay), opgericht op 1 maart 1932 door de van oorsprong Bulgaarse broers Mihail (Miguel) en Ivan (Juan) Lazaroff. De club won de landstitel in 1988, 2004, 2007 en 2014. "Danubio" is Spaans voor Donau, een belangrijke Europese en Bulgaarse rivier. María Mincheff de Lazaroff, moeder van de twee oprichters, stelde de naam voor. Oorspronkelijk stelde ze "Maritsa" voor, de naam van een andere Bulgaarse rivier, maar dat werd te vrouwelijk bevonden. Danubio speelt in het Jardines del Hipódromo María Mincheff de Lazaroff Stadium. Het stadion is van 1957 en heeft een capaciteit van 18.000 plaatsen. In 2017 kozen de leden ervoor het stadion te noemen naar de moeder van de twee oprichters van de club. Het is het eerste Uruguyaanse stadion dat genoemd is naar een vrouw.

## Erelijst
- Landskampioen

1988, 2004, 2007, 2014

## Bekende (oud-)spelers
- Fabián Carini
- Nery Castillo
- Diego Forlán
- Álvaro Recoba
- Rubén Sosa
- Bruno Silva
- Matías Jones
- Rubén Bentancourt
- Gary Kagelmacher
- Ignacio Gonzalez
- Carlos Grossmüller
- Edinson Cavani
- Mauro Goicoechea
- Christian Stuani
- Sergio Rochet
- José María Giménez